# Mick Mashbir
Mick Mashbir es un guitarrista estadounidense, reconocido por haber tocado en los álbumes Billion Dollar Babies y Muscle of Love de Alice Cooper, además de hacer parte de la gira de 1973, reemplazando al guitarrista Glen Buxton, que por entonces enfrentaba serios problemas de salud. En 1978, salió de gira con Flo & Eddie, de la agrupación de Frank Zappa. En 1985, tocó con la banda The Turtles. En 2006, publicó un álbum como solista titulado Keepin the Vibe Alive.

## Discografía

### Alice Cooper
- 1973 - Billion Dollar Babies (músico de sesión)
- 1973 - Muscle of Love (músico de sesión)

### Solista
- 2006 - Keepin the Vibe Alive